# IC 2152
IC 2152 ist eine Balken-Spiralgalaxie vom Hubble-Typ SBa im Sternbild Hase am Südsternhimmel. Sie ist schätzungsweise 76 Millionen Lichtjahre von der Milchstraße entfernt.
Das Objekt wurde am 1. Dezember 1897 von Lewis Swift entdeckt.